# Cerithiopsis vanhyningi
Cerithiopsis vanhyningi is een slakkensoort uit de familie van de Cerithiopsidae. De wetenschappelijke naam van de soort is voor het eerst geldig gepubliceerd in 1918 door Bartsch.